# كلوريد التكنيشيوم الرباعي
كلوريد التكنيشيوم الرباعي (أو رباعي كلوريد التكنيشيوم) هو مركب كيميائي صيغته TcCl4، ويوجد على هيئة صلب أحمر.

## التحضير
يحضر هذا المركب من تفاعل أكسيد التكنيشيوم السباعي مع رباعي كلوريد الكربون أو من التفاعل المباشر بين عنصري التكنيشيوم والكلور:
{\displaystyle {\ce {Tc2O7 + 7 CCl4 -> 2 TcCl4 + 7 COCl2 + 3 Cl2}}}
{\displaystyle {\ce {Tc + 2 Cl2 -> TcCl4}}}

## الخواص
يوجد المركب في الشروط القياسية على هيئة صلب أحمر قابل للاسترطاب.
تتأكسد أيونات التكنيشيوم الرباعي لهذا المركب في المحاليل الغروانية إلى الأيونات ذات حالة الأكسدة السباعية عند التعرض إلى أشعة غاما.